# Knema poilanei
Knema poilanei là loài thực vật thuộc họ Nhục đậu khấu. Đây là loài đặc hữu của Việt Nam.